# ヤカマ・サンキングス
ヤカマ・サンキングス（Yakima SunKings）は、北米プレミア・バスケットボール（以下NAPB）に加盟しているアメリカ合衆国のプロバスケットボールチーム。本拠地はワシントン州ヤキマ。主にヤキマ、トリシティーズ、エレンズバーグで活動している。

## 歴史
1985年、カンザスシティで創立。その後、トピカに移り、1990年にヤキマへ移転した。マイナーリーグの所属として優勝回数は2006年までに4回記録するなど、運営を含めて、成功しているチームの1つである。また2005年には新しいオーナーによってヤキマからヤカマにチーム名が変更された。なお、ヤキマとはワシントン州の都市であるが、ヤカマはヤカマ・インディアンのことである。これまで全て「ヤキマ」で統一されていたものが、区別するために名称が変更された。
2006-07シーズンはファイナルでオールバニ・パトルーンズ相手にスウィープ（敗戦なし）し、チーム史上初めて連覇を達成した。

## 過去の所属選手
- トロイ・ハドソン (Troy Hudson)
- ロニー・トゥリアフ (Ronny Turiaf)